# إبراهيم خان فتح جنغ
إبراهيم خان فتح جنغ (بالفارسية: ابراهیم خان فتح جنگ) (توفي: 1624) معروف سابقًا بِـ«ميرزا إبراهيم بك» هو صوبه دار البنغال في الهند المغولية للفترة من سنة 1617 إلى سنة 1624. والده هو الوزير الأعظم «ميرزا غياث بك»، وأخته هي السُلطانة «نور جهان».

## ولادته وأسرته
ولد إبراهيم خان لأسرة شيعيَّة، فهو ابن ميرزا غياث بك وكان عمه مُحمَّد طاهر رجلاً عالماً نظم الشعر تحت الاسم المستعار وصلي. كان والد إبراهيم خان من مواليد مدينة طهران كما كان الابن الأصغر للخواجة محمد شريف. هاجر والده غياث بك إلى سلطنة مغول الهند بعد وفاة شريف.

## سيرته
خدم إبراهيم خان كمحارب مُتمرِّس في عهد أكبر. وبُعيد الفشل الذي لحق بِقاسم خان چيشتي في الحملات العسكريَّة؛ تم تعيين إبراهيم في منصب صوبه دار البنغال سنة 1617م، خلال عهد السُّلطان نور الدِّين جهانكير. في سنة 1620م هوجمت العاصمة البنغاليَّة من قِبل أقوام الراخين وهم أهل أرَكان. ردًا على ذلك، هزمهم إبراهيم خان واستولى على 400 قارب حربيّ من طراز مَگ. لا يزال هذا الجزء من دكا يُعرف باسم مَگبَزار. وخلال فترة ولايته، أطلق سراح زعيم الباروبويانيين موسى خان وحُلفائه. ويُقال أن إبراهيم خان عيَّن دلاور خان قائدًا بحريًا لدكا.

## وفاته وقبره
توفي إبراهيم خان فتح جنگ في 20 أبريل (نيسان) 1624م في هُجوم شنَّه الأمير المُتمرِّد شهاب الدين شاهجهان. تم دفنه في ضريح في بهاجالبور.